# Inundações na China de 1931
A Grande Inundação do Rio Amarelo (Huang Ho) 1931 é considerada um dos piores desastres naturais já ocorridos em todos os tempos, em número de vítimas fatais. Ocorreu em 1931 e estima-se que foram mortas de 1 milhão a 4 milhões de pessoas, incluindo-se aí os efeitos secundários da inundação, como destruição de casas e lavouras, fome e desabrigados. Não só na bacia do Rio Amarelo houve enchentes, pois todos os grandes rios da China, como o Rio das Pérolas, o Yangtzé e o Rio Huai causaram inundações nesse ano.
Entre Julho e Novembro, cerca de 88 mil quilômetros quadrados ficaram completamente inundados enquanto outros 21 mil quilômetros quadrados ficaram parcialmente inundados.

## Causas meteorológicas e consequências físicas
De 1928 a 1930, a China foi afligida por uma longa seca. O inverno subsequente de 1930 foi particularmente rigoroso, criando grandes depósitos de neve e gelo em áreas montanhosas.  No início de 1931, a neve e o gelo derretidos fluíram rio abaixo e chegaram no curso médio do Yangtze durante um período de fortes chuvas de primavera.Normalmente, a região passava por três períodos de cheia durante a primavera, verão e outono, respectivamente;  no entanto, no início de 1931, houve um único dilúvio contínuo.  Em junho, os moradores de áreas baixas já haviam sido obrigados a abandonar suas casas. O verão também foi caracterizado por extrema atividade ciclônica.  Somente em julho daquele ano, nove ciclones atingiram a região, que foi significativamente acima da média de dois por ano. Quatro estações meteorológicas ao longo do rio Yangtze relataram chuva totalizando mais de600 mm (24 pol) for the month. A água que flui através do Yangtze atingiu seu nível mais alto desde que a manutenção de registros começou em meados do século XIX. Naquele outono, mais chuvas fortes agravaram o problema e alguns rios não retornaram aos seus cursos normais até novembro.
As Inundações inundaram aproximadamente 180,000 quilômetro quadrados (69,498 sq mi) – uma área equivalente em tamanho à Inglaterra e metade da Escócia, ou aos estados de Nova York, Nova Jersey e Connecticut combinados. A marca d'água alta registrada em 19 de agosto em Hankou em Wuhan mostrou níveis de água53 pé (16 m) acima da média, uma média de5,6 pé (1,7 m) acima o Bund de Xangai. Em chinês, este evento é comumente conhecido como 江淮水灾, que se traduz aproximadamente como "Desastre de inundação de Yangtze-Huai". Este nome, no entanto, não consegue capturar a escala massiva das inundações.  As vias navegáveis em grande parte do país foram inundadas, particularmente o Rio Amarelo e o Grande Canal. As oito províncias mais gravemente afetadas foram Anhui, Hubei, Hunan, Jiangsu, Zhejiang, Jiangxi, Henan e Shandong.  Além da zona central de inundação, áreas tão ao sul como Guangdong, tão ao norte quanto Manchúria e tão longe a oeste como Sichuan também foram inundadas.

## Número de mortos e danos

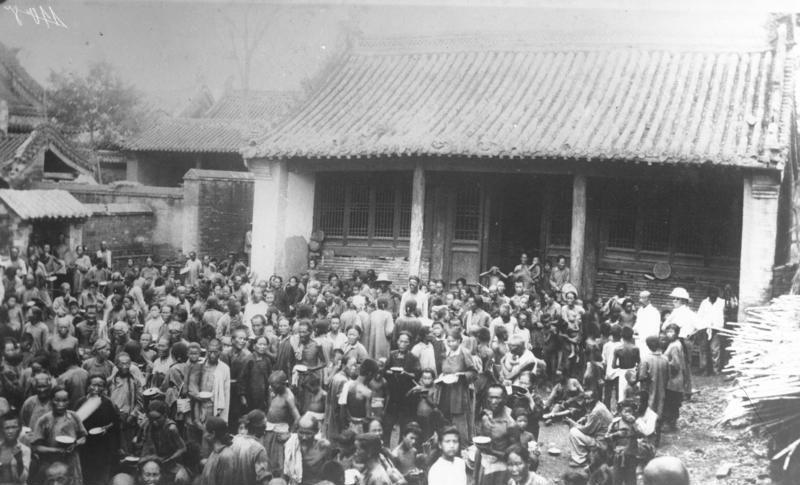
Vítimas das inundações em agosto de 1931

Essa inundação é frequentemente apresentada na lista de desastres na China por número de mortos, às vezes no topo das listas sensacionalistas dos desastres mais mortais do mundo.
Na época, o governo estimou que 25 milhões de pessoas haviam sido afetadas pela enchente.Desde então, os historiadores sugeriram que o número verdadeiro pode ter chegado a 53 milhões. O número estimado de mortes também varia muito.  Estudos contemporâneos conduzidos por John Lossing Buck alegam que pelo menos 150.000 pessoas se afogaram nos primeiros meses do dilúvio, com centenas de milhares morrendo de fome e doenças no ano seguinte.  Usando relatos da mídia contemporânea, historiadores chineses liderados por Li Wenhai calcularam o número de mortos em 422.420. Algumas fontes ocidentais alegam que o número de mortos foi entre 3,7 e 4 milhões de pessoas com base em suas próprias alegações de fome e doença. Povo Tanka que tradicionalmente vive em barcos ao longo do Yangtze sofreu muito com as inundações.
A inundação destruiu enormes quantidades de moradias e terras agrícolas.  Em todo o vale do Yangtze, cerca de 15% das plantações de trigo e arroz foram destruídas, sendo a proporção muito maior nas áreas afetadas pelas enchentes. O desastre também causou um choque econômico com o preço de commodities vitais subindo rapidamente.  Os impactos ecológicos e econômicos combinados do desastre fizeram com que muitas áreas caíssem na fome.  Sem comida, as pessoas foram reduzidas a comer casca de árvore, ervas daninhas e terra.  Alguns venderam seus filhos para sobreviver, enquanto outros recorreram ao canibalismo. O efeito mais letal da enchente foram as doenças que varreram a população de refugiados devido ao deslocamento, superlotação e falta de saneamento.  Estes incluíram cólera, sarampo, malária, disenteria e esquistossomíase.
- Este artigo foi inicialmente traduzido, total ou parcialmente, do artigo da Wikipédia em inglês cujo título é «1931 China floods».

Razões: